# 1963年の西鉄ライオンズ
1963年の西鉄ライオンズでは、1963年の西鉄ライオンズの動向をまとめる。
この年の西鉄ライオンズは、中西太選手兼任監督の2年目のシーズンである。南海との最大14.5ゲーム差を逆転し、5年ぶり5度目のリーグ優勝を果たしたシーズンである。

## 概要
1962年オフ、1953年に入団以来10年活躍した豊田泰光内野手が、国鉄スワローズへ金銭トレード、西鉄はトレードマネーでアメリカからトニー・ロイ内野手・ジム・バーマ内野手・ジョージ・ウイルソン外野手のトリオ外国人を入団させ、シリーズに臨んだ。開幕から5試合で4勝1敗と好スタートを切ったかと思いきや直後に4連敗、1勝を挟み更に4連敗で一気に借金となり、5月中旬にもシーズン2度目の3連勝の直後にシーズン3度目の4連敗を喫するなど、4・5月とも負け越し、5月末時点では17勝22敗の借金5、6月には15、16、22各日時点でシーズン最多の借金7となり、最大で首位・南海に14.5ゲーム差をつけられる。23日からシーズン初の6連勝、7月13日には4月14日以来約3か月ぶりの貯金1、16日、20日には4月13日以来の貯金3としたものの、オールスターゲーム直前の対阪急ダブルヘッダーに連敗し貯金1、その時点で首位・南海に10.5ゲーム差で、オールスター明け6試合で同月末まで1勝5敗、再び借金3まで下がった。だが8月1日の近鉄戦から4連勝すると、11日の近鉄戦ダブルヘッダー2戦目から6連勝するなど同月17勝7敗とし急激に上昇、9月も7日の阪急戦から7連勝、24日の南海戦ダブルヘッダー1戦目から引き分けを挟み5連勝するなど19勝10敗1分で、8、9月だけで貯金19、通算でも貯金16とし、9月29日近鉄戦ダブルヘッダー2戦目から引き分けを挟み9連勝で猛追。12日から4試合を1勝3敗と停滞したものの、10月17日に南海の全日程が終了した時点で、西鉄は残りの近鉄バファローズ戦4試合を「3勝1引き分け」以上の成績で優勝、「3勝1敗」なら南海と同率でプレーオフ、「2勝2敗」以下なら南海の優勝となった。しかし西鉄は近鉄戦4試合を全勝し、同月も13勝3敗2分、通算86勝60敗4分の好成績を挙げて優勝、1956年の7.5ゲーム差、1958年の11ゲーム差を上回る大逆転優勝となった（「14.5差逆転」は現在も日本記録）。だがこの優勝は西鉄ライオンズは元より、福岡時代のライオンズとしても最後の優勝となった。同年の日本シリーズは因縁の読売ジャイアンツと5年ぶりの「GL決戦」となったが、第7戦でエース稲尾和久が巨人打線に滅多打ちされると後を受けた投手陣も崩壊、最終的に4対18という日本シリーズ史上1試合の最多失点記録で巨人に3勝4敗で敗れ、日本シリーズにおいて対巨人では初、1954年対中日以来となる2度目の敗退となった。

## チーム成績

### レギュラーシーズン
| 1 | 中 | 高倉照幸   |
| 2 | 遊 | ロイ       |
| 3 | 右 | 田中久寿男 |
| 4 | 一 | 中西太     |
| 5 | 三 | バーマ     |
| 6 | 左 | 玉造陽二   |
| 7 | 捕 | 和田博実   |
| 8 | 投 | 稲尾和久   |
| 9 | 二 | 仰木彬     |

| 順位 | 4月終了時 | 4月終了時 | 5月終了時 | 5月終了時 | 6月終了時 | 6月終了時 | 7月終了時 | 7月終了時 | 8月終了時 | 8月終了時 | 9月終了時 | 9月終了時 | 最終成績 | 最終成績 |
| ---- | --------- | --------- | --------- | --------- | --------- | --------- | --------- | --------- | --------- | --------- | --------- | --------- | -------- | -------- |
| 1位  | 南海      | --        | 南海      | --        | 南海      | --        | 南海      | --        | 南海      | --        | 南海      | --        | 西鉄     | --       |
| 2位  | 東映      | 2.0       | 東映      | 4.5       | 東映      | 8.0       | 東映      | 7.5       | 西鉄      | 7.5       | 西鉄      | 3.5       | 南海     | 1.0      |
| 3位  | 阪急      | 4.5       | 近鉄      | 8.5       | 近鉄      | 11.5      | 近鉄      | 11.0      | 近鉄      | 9.0       | 東映      | 11.0      | 東映     | 10.5     |
| 4位  | 西鉄      | 5.0       | 大毎      | 9.0       | 西鉄      | 13.5      | 西鉄      | 13.0      | 東映      | 10.0      | 近鉄      | 12.0      | 近鉄     | 12.5     |
| 5位  | 大毎      | 5.5       | 西鉄      | 10.0      | 大毎      | 19.5      | 大毎      | 16.5      | 大毎      | 16.5      | 大毎      | 17.5      | 大毎     | 23.5     |
| 6位  | 近鉄      | 7.0       | 阪急      | 13.0      | 阪急      | 19.5      | 阪急      | 21.0      | 阪急      | 23.0      | 阪急      | 25.0      | 阪急     | 30.5     |

| 順位 | 球団               | 勝 | 敗 | 分 | 勝率 | 差   |
| 1位  | 西鉄ライオンズ     | 86 | 60 | 4  | .589 | 優勝 |
| 2位  | 南海ホークス       | 85 | 61 | 4  | .582 | 1.0  |
| 3位  | 東映フライヤーズ   | 76 | 71 | 3  | .517 | 10.5 |
| 4位  | 近鉄バファローズ   | 74 | 73 | 3  | .503 | 12.5 |
| 5位  | 毎日大映オリオンズ | 64 | 85 | 1  | .430 | 23.5 |
| 6位  | 阪急ブレーブス     | 57 | 92 | 1  | .383 | 30.5 |

### 日本シリーズ
| 日付                                   | 試合   | ビジター球団（先攻） | スコア   | ホーム球団（後攻） | 開催球場   |
| -------------------------------------- | ------ | -------------------- | -------- | ------------------ | ---------- |
| 10月26日（土）                         | 第1戦  | 読売ジャイアンツ     | 1 - 6    | 西鉄ライオンズ     | 平和台球場 |
| 10月27日（日）                         | 第2戦  | 読売ジャイアンツ     | 9 - 6    | 西鉄ライオンズ     | 平和台球場 |
| 10月28日（月）                         | 移動日 | 移動日               | 移動日   | 移動日             | 移動日     |
| 10月29日（火）                         | 第3戦  | 雨天中止             | 雨天中止 | 雨天中止           | 後楽園球場 |
| 10月30日（水）                         | 第3戦  | 西鉄ライオンズ       | 2 - 8    | 読売ジャイアンツ   | 後楽園球場 |
| 10月31日（木）                         | 第4戦  | 西鉄ライオンズ       | 4 - 1    | 読売ジャイアンツ   | 後楽園球場 |
| 11月1日（金）                          | 第5戦  | 西鉄ライオンズ       | 1 - 3    | 読売ジャイアンツ   | 後楽園球場 |
| 11月2日（土）                          | 移動日 | 移動日               | 移動日   | 移動日             | 移動日     |
| 11月3日（日）                          | 第6戦  | 読売ジャイアンツ     | 0 - 6    | 西鉄ライオンズ     | 平和台球場 |
| 11月4日（月）                          | 第7戦  | 読売ジャイアンツ     | 18 - 4   | 西鉄ライオンズ     | 平和台球場 |
| 優勝：読売ジャイアンツ（2年ぶり6回目） |        |                      |          |                    |            |

## オールスターゲーム1963
- 選出選手

| ポジション | 名前     | 選出回数 |
| ---------- | -------- | -------- |
| 投手       | 稲尾和久 | 6        |
| 内野手     | 中西太   | 9        |
| 外野手     | 高倉照幸 | 6        |

- この年の西鉄は監督推薦による選出のみ。

## 表彰選手
| リーグ・リーダー | リーグ・リーダー | リーグ・リーダー | リーグ・リーダー |
| 選手名           | タイトル         | 成績             | 回数             |
| ---------------- | ---------------- | ---------------- | ---------------- |
| 稲尾和久         | 最多勝利         | 28勝             | 2年ぶり4度目     |
| 稲尾和久         | 最多奪三振       | 226個            | 2年ぶり3度目     |
| 田中勉           | 最高勝率         | .680             | 初受賞           |

| ベストナイン | ベストナイン | ベストナイン |
| 選手名       | ポジション   | 回数         |
| ------------ | ------------ | ------------ |
| 稲尾和久     | 投手         | 3年連続5度目 |